# マンハッタンヘンジ

パーク・アベニューおよび34丁目 (en) の交差点を中心とするマンハッタンの衛星写真上に、2011年のマンハッタンヘンジ（黒）、夏至（赤）、春分・秋分（紫）、および冬至（青）における日没（実線の矢印）と日の出（点線の矢印）の現地時間と方角を示した図。* マークの付いた時間は夏時間表記である。

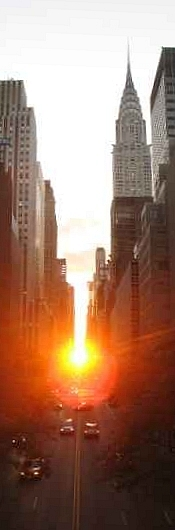
2006年7月13日の午後8:23の42丁目 (en) 沿いの光景。この写真では、太陽が42丁目の中心とぴったり合っており、光線がストリート沿いにまっすぐ照射されている。

マンハッタンヘンジ（英: Manhattanhenge）は、ニューヨーク市マンハッタン区の碁盤の目状の大通りの東西方向の通りにちょうど沿って太陽が沈むという1年に2回起こる現象である。マンハッタン至点 (Manhattan Solstice) とも呼ばれる。この新語は、春分・秋分に太陽が石組に沿って並ぶ同様の劇的な現象が見られるストーンヘンジの派生語である。アメリカ自然史博物館の天体物理学者であるNeil deGrasse Tysonによって2002年に一般に広まった。1811年委員会計画に従って真の東西方向から29.0度の補正を加えた碁盤目状に建設されたマンハッタンの道路に適用される（マンハッタンの東西方向の通りは真の東西方向に比べて西側が北に29.0度は上がっている。つまり、真の北を0度とするとこの道路の西方向は270+29=299.0度である。）。マンハッタンヘンジの時期には、観測者は東西方向の通りのいずれかに立つと、太陽がその通りの中央線に沿ってニュージャージー方向に沈んでいく（ロングアイランドから昇ってくる）光景を見ることができる。
マンハッタンヘンジの日は、通常は5月28日と7月12日または13日の前後に起こり、これらの日は夏至から等間隔である。2011年、マンハッタンヘンジは5月31日の午後8:17および7月12日（満日）と13日（半日）の午後8:25に起こった。2012年は、5月29日（火）の午後8:17と7月12日（木）の午後8:25（半日）および5月30日（水）の午後8:16と7月11日（水）の午後8:24（全日）に起こった。
日没に対し、マンハッタンの東西方向の道路の中心線に沿って日の出が朝に見られる時期は、およそ12月5日と1月8日であり、冬至を挟んで等間隔に起こる。至点（夏至・冬至）および分点（春分・秋分）と同様に、これらの日にちは年によって若干ばらつきがある。

## 関連する現象
同様の現象はマンハッタン以外の碁盤目状の通りを持つ都市でも見ることができる。もし碁盤目状の道路の方角がちょうど南北と東西方向と一致し、北磁極ではなく真北と完全に揃っているならば、このような現象が起こるのは春分点と秋分点と一致する。メリーランド州ボルチモアでは、これと非常に近い状況が生じ、日の出が3月25日と9月18日に、日没が3月12日と9月29日に道路に沿って起こる。イリノイ州シカゴでは、道路に沿った日の出が9月25日に起こり、同様に「シカゴヘンジ」 (Chicagohenge) として知られている。オンタリオ州トロントでは、東西方向の道路に沿った日没が10月25日と2月16日に起こり、同じく現地では「トロントヘンジ」 (Torontohenge) と呼ばれている。ケベック州モントリオールでは、7月12日に「モントリオールヘンジ」 (Montrealhenge) が起こる。日本では、「サッポロヘンジ」(Sapporohenge)が、札幌市の北3条通で、2017年に確認された。夕日ではなく朝日であるが、4月11日と9月1日に同じような光景が見られる。また、北3条通の西端に位置する旧道庁赤れんが庁舎が朝日を真正面から受けて輝くことから、現地では「赤れんがヘンジ」と呼ばれている。

## 大衆文化
- マンハッタンヘンジ現象は、2009年11月25日放送の『CSI: NY』のエピソードで取り上げられた[10]。
- ハードコア・パンクバンドFucked Upは、彼らの2008年のアルバム『en:The Chemistry of Common Life』のジャケットにマンハッタンヘンジの画像を使用した。
- 2010年の映画『恋とニュースのつくり方』のエンディングシーンでは、ハリソン・フォード演ずるマイク・ポメロイと、レイチェル・マクアダムス演ずるベッキー・フラーがマンハッタンヘンジの日没の中へと歩き去っていく。